# UTC+06:00
| Južni poletni/severni standardni čas Morska območja | Severni poletni/južni standardni čas Standardni čas vse leto |

UTC+06:00 je časovni pas z zamikom +6 ur glede na univerzalni koordinirani čas (UTC). Ta čas se uporablja na naslednjih ozemljih (stanje v začetku leta 2016):

## Kot standardni čas (vse leto)

### Azija
- Bangladeš
- Butan
- Kazahstan (vzhodni del)
- Kirgizistan
- Ljudska republika Kitajska:
  - Žinjiang (neuradno)
- Rusija - omski čas:
  - Altajski okraj, Kemerovska oblast, Novosibirska oblast, Omska oblast, Republika Altaj in Tomska oblast
- Združeno kraljestvo:
  - Britansko ozemlje v Indijskem oceanu